# Friedrich Theodor Kohl
Friedrich Theodor Kohl (* 14. Juli 1922 in Halle; † 24. November 2014 in Braunschweig) war ein deutscher Architekt und CDU-Politiker. Er war Ratsherr der Stadt Braunschweig und ist seit 1993 deren Ehrenbürger. Er setzte sich für den Erhalt und Wiederaufbau bedeutender Gebäude der Stadt ein. Sein besonderes Anliegen war die deutsch-israelische Verständigung.

## Leben und Werk
Kohl nahm am Zweiten Weltkrieg als Offizier teil. Nach britischer Kriegsgefangenschaft studierte er ab 1948 an der TH Braunschweig Architektur. Nach Studienabschluss als Dipl.-Ing. war er als Architekt im Kirchenbauamt tätig. Er war Sachverständiger für Baugestaltung und Denkmalpflege. Dem Rat der Stadt Braunschweig gehörte er von 1961 bis 1991 mit einer vierjährigen Unterbrechung an. Dort war er im Verwaltungsausschuss, im Ältestenrat und im Planungsausschuss tätig. Er führte 18 Jahre lang den Vorsitz des Kulturausschusses. Kohl setzte sich für den Erhalt des Kopfgebäudes des Alten Bahnhofs ein. Am Erhalt bzw. Wiederaufbau des Michaelishofs, des Neustadtrathauses und der Villa von Bülow war er maßgeblich beteiligt. Er gab den Impuls zum Bau des 1996 am Magnitorwall eröffneten Kleinen Hauses des Staatstheaters. Kohl gehört zu den Gründungsmitgliedern der  Arbeitsgemeinschaft Braunschweig der Deutsch-Israelischen Gesellschaft. Er führte den Vorsitz der Arbeitsgemeinschaft und wurde zu deren Ehrenvorsitzendem ernannt. Für die Max-Jüdel-Stiftung war er viele Jahre ehrenamtlich als Vorstand tätig.
Er war verheiratet mit der bereits verstorbenen Jüdin Christa Kohl. Der Ehe entstammen vier Kinder.

### Ehrungen
Am 24. April 1985 erhielt Kohl für seine 20-jährige Tätigkeit als Ratsherr den Ehrenring der Stadt Braunschweig. Die Ehrenbürgerwürde der Stadt Braunschweig wurde ihm am 12. November 1993 verliehen. Anlässlich seines 80. Geburtstages wurde er am 16. Juli 2002 mit einem Empfang der Stadt im Schloss Richmond geehrt. Dort fand ein weiterer Empfang der Stadt zu seinem 90. Geburtstag am 27. Juli 2012 statt. Kohl ist Ehrensenator der Hochschule für Bildende Künste Braunschweig, deren Gründung auf seine Initiative zurückgeht, und Ehrenkurator im Johanniterorden. Er gehört zu den Gründungsmitgliedern der am 5. April 2011 ins Leben gerufenen Louis-Spohr-Gesellschaft, zu deren Ehrenpräsident er ernannt wurde.